# Protandrena modesta
Protandrena modesta är en biart som först beskrevs av Smith 1879.  Protandrena modesta ingår i släktet Protandrena och familjen grävbin. Inga underarter finns listade i Catalogue of Life.